# Championnat d'Irlande du Nord de football 2006-2007
Navigation
Édition précédente Édition suivante
Le 105e Championnat d'Irlande du Nord de football se déroule en 2006-2007. Linfield FC remporte son quarante septième titre de champion d’Irlande du Nord (le deuxième consécutif) avec huit points d’avance sur le deuxième Glentoran FC. Cliftonville FC, complète le podium.  
Linfield réalise son deuxième doublé consécutif Coupe/Championnat en battant en finale de la Coupe d'Irlande du Nord de football Dungannon Swifts par 3 buts à 2.
Donegal Celtic fait sa première apparition dans l’élite du football nord-irlandais. Ce club est le premier à représenter la communauté catholique de Belfast depuis la disparition du glorieux Belfast Celtic en 1948. Il en a repris les couleurs (rayures horizontales vertes et le nom, Celtic).
Le système de promotion/relégation est maintenu. L’équipe classée dernière de première division est reléguée et remplacée par l’équipe qui a gagné la deuxième division. Loughgall FC descend donc en deuxième division pour être remplacée par Institute FC qui n’aura donc passé qu’une seule année en deuxième division.
L’équipe classée quinzième de première division participe à un match de barrage (aller-retour) contre celle qui a terminé deuxième de deuxième division ; le vainqueur étant qualifié pour la première division. Glenavon FC bat Bangor FC et garde sa place en première division.
Avec 27 buts marqués en 30 matchs,  Gary Hamilton  de Glentoran FC remporte le titre de meilleur buteur de la compétition.

## Les 16 clubs participants
| Club             | Stade                 | Capacité | Ville     |
| ---------------- | --------------------- | -------- | --------- |
| Armagh City      | Holm Park             | 3 000    | Armagh    |
| Ballymena United | The Showgrounds       | 7 500    | Ballymena |
| Cliftonville FC  | Solitude              | 7 200    | Belfast   |
| Coleraine FC     | The Showgrounds       | 6 600    | Coleraine |
| Crusaders FC     | Seaview               | 9 100    | Belfast   |
| Distillery FC    | New Grosvenor Stadium | 8 000    | Lisburn   |
| Donegal Celtic   | Suffolk Road          | 1 500    | Belfast   |
| Dungannon Swifts | Stangmore Park        | 3 000    | Dungannon |
| Glenavon FC      | Mourneview Park       | 7 300    | Lurgan    |
| Glentoran FC     | The Oval              | 14 100   | Belfast   |
| Larne FC         | Inver Park            | 6 000    | Larne     |
| Limavady United  | The Showgrounds       | 1 500    | Limavady  |
| Linfield FC      | Windsor Park          | 20 500   | Belfast   |
| Loughgall FC     | Lakeview Park         | 3 000    | Loughgall |
| Newry City       | The Showgrounds       | 6 500    | Newry     |
| Portadown FC     | Shamrock Park         | 5 800    | Portadown |

## Compétition

### Classement
Le classement est établi sur le barème de points classique (victoire à 3 points, match nul à 1, défaite à 0).
| Rang | Équipe           | Pts | J  | G  | N  | P  | Bp | Bc | Diff |
| ---- | ---------------- | --- | -- | -- | -- | -- | -- | -- | ---- |
| 1    | Linfield FC T C  | 71  | 30 | 21 | 8  | 1  | 73 | 19 | +54  |
| 2    | Glentoran FC     | 63  | 30 | 20 | 3  | 7  | 76 | 33 | +43  |
| 3    | Cliftonville FC  | 61  | 30 | 18 | 7  | 5  | 47 | 26 | +21  |
| 4    | Portadown FC     | 58  | 30 | 17 | 7  | 6  | 49 | 26 | +23  |
| 5    | Distillery FC    | 48  | 30 | 14 | 6  | 10 | 50 | 39 | +11  |
| 6    | Crusaders FC     | 47  | 30 | 14 | 5  | 11 | 50 | 42 | +8   |
| 7    | Coleraine FC     | 45  | 30 | 13 | 6  | 11 | 55 | 50 | +5   |
| 8    | Dungannon Swifts | 44  | 30 | 13 | 5  | 12 | 41 | 41 | 0    |
| 9    | Ballymena United | 43  | 30 | 12 | 7  | 11 | 46 | 40 | +6   |
| 10   | Limavady United  | 35  | 30 | 10 | 5  | 15 | 39 | 54 | -15  |
| 11   | Armagh City      | 35  | 30 | 11 | 2  | 17 | 42 | 68 | -26  |
| 12   | Newry City       | 31  | 30 | 8  | 7  | 15 | 39 | 52 | -13  |
| 13   | Donegal Celtic   | 27  | 30 | 6  | 9  | 15 | 33 | 51 | -18  |
| 14   | Larne FC         | 26  | 30 | 7  | 5  | 18 | 33 | 60 | -27  |
| 15   | Glenavon FC      | 25  | 30 | 5  | 10 | 15 | 40 | 58 | -18  |
| 16   | Loughgall FC     | 10  | 30 | 1  | 8  | 21 | 23 | 77 | -54  |

| Légende : Qualifications et relégations | Légende : Qualifications et relégations                                      |
| --------------------------------------- | ---------------------------------------------------------------------------- |
|                                         | Ligue des champions de l'UEFA 2007-2008                                      |
|                                         | Coupe UEFA 2007-2008                                                         |
|                                         | Relégation en deuxième division                                              |
|                                         | Barrage de relégation contre le deuxième de D2                               |
|                                         | T : Tenant du titre C : Vainqueurs de la Coupe d'Irlande du Nord de football |

#### Matchs de barrage
|  | Glenavon FC | 0-1 et 1-0 | Bangor FC |  |  |
|  |             |            |           |  |  |

Glenavon gagne la double confrontation aux tirs au but (4à2)

## Bilan de la saison
| Tableau d'Honneur                         |             |
| Compétition                               | Vainqueur   |
| Championnat d'Irlande du Nord de football | Linfield FC |
| Coupe d'Irlande du Nord de football       | Linfield FC |

| Promotions et relégations |              |
| Relégués                  | Loughgall FC |
| Promus                    | Institute FC |

## Statistiques

### Meilleur buteur
1. Gary Hamilton, Glentoran FC, 27 buts